# Беатрікс Шуба
Беатрікс «Тріксі» Шуба (нім. Beatrix "Trixi" Schuba, 15 квітня 1951) — австрійська фігуристка, олімпійська чемпіонка.

## Виступи на Олімпіадах
| Олімпіада     | Дисципліна       | Місце |
| ------------- | ---------------- | ----- |
| Гренобль 1968 | одиночний розряд | 5     |
| Саппоро 1972  | одиночний розряд | 1     |